# Thomas Bruns (Dramaturg)
Thomas Bruns (* 1964) ist ein deutscher Gitarrist und Dramaturg.

## Leben
Bruns studierte von 1984 bis 1988 Gitarre bei Dieter Rumstig an der Hochschule für Musik „Hanns Eisler“ Berlin. Sein Lehrer gab ihm die entscheidenden Impulse in Sachen Neuer Musik.
Gemeinsam mit Juliane Klein gründete er 1988 das Kammerensemble Neue Musik Berlin. 1996 beendete er seine Karriere als Musiker und wurde Produzent und Dramaturg des Ensembles. Gastspiele führte die Gruppe in wichtige europäische Metropolen, nach Asien, die USA und nach Südamerika. Er produzierte unter anderem das Monodram Lohengrin von Salvatore Sciarrino und das Mixed Media Werk The Photographer von Philip Glass.
Im Jahr 2003/2004 war er Kurator des Festivals space+place (Förderung durch die Kulturstiftung des Bundes). Außerdem stellte er die Projekte HouseMusik (Prenzlauer Perg) und winter music (Akademie der Künste zu Berlin) auf die Beine. Von 2008 bis 2011 war er Geschäftsführer des Berliner Netzwerks zur Vermittlung neuer Musik ohrenstrand.net.
Bruns war weiterhin im Beirat der Fachzeitschrift für zeitgenössische Musik Positionen tätig.

## Hörspiele
- 1990: Helmut Bez: Als ginge ich mir selbst verloren... (als Gitarrist) – Regie: Peter Groeger (Rundfunk der DDR)
- 1991: Petr Kotík/Václav Havel: Briefe an Olga (als Gitarrist) – Regie: Petr Kotík (WDR)